# Lo scorpione nero
Lo scorpione nero (The Black Scorpion) è un film horror fantascientifico del 1957, diretto dal regista Edward Ludwig.
Il film è uscito al cinema negli Stati Uniti l'11 ottobre 1957.

## Trama
In una desolata regione del Messico, dopo un terremoto, dalle voragini del terreno fuoriescono alcuni scorpioni giganti che cominciano a seminare morte e terrore.
Due geologi, in collaborazione con i militari, predispongono un piano per fermarli, ma i giganteschi scorpioni riescono ad attaccare il piccolo villaggio messicano di San Lorenzo. Dopo aver bloccato il buco da cui gli scorpioni uscivano in superficie, i protagonisti vanno a Città del Messico e qui scoprono che uno scorpione è sopravvissuto ed è diretto verso la città, dove semina panico e morte. Lo scorpione, arrivato nello stadio della città, viene ucciso grazie a scosse elettriche.

## Produzione
Gli effetti speciali del film, l'animazione degli scorpioni in stop motion, sono curati da Willis O'Brien, già responsabile degli effetti speciali di King Kong.